# José María Recalde Magúregui
Blahoslavený José María Recalde Magúregui, řeholním jménem Ignacio (Ignác) z Galdácana (7. února 1912, Galdácano – 6. srpna 1936, Antequera), byl španělský římskokatolický kněz, řeholník Řádu menších bratří kapucínů a mučedník.

## Život
Narodil se 7. února 1912 v Galdácanu jako syn Estabana a Rosy. Pokřtěn byl druhý den a první svaté přijímání přijal roku 1921. Jako chlapec pomáhal svému otci s prací na poli.
Studoval na serafínské škole v Antequeře. Roku 1928 vstoupil do noviciátu kapucínů a přijal jméno Ignacio. Časné sliby složil roku 1929 a věčné roku 1933. O dva roky později přijal kněžské svěcení. Stal se učitelem v Antequeře a zde založil studentský sbor a divadelní soubor. Roku 1936 byla komunita v Antequeře obléhaná. Bratři nemohli opustit konvent. Dne 6. srpna 1936 odvedla milice otce Magúreguie a další čtyři bratry (bl. Gil z Puerto de Santa María, Ángel z Cañete la Real, José z Chauchiny a Crispín z Cuevas de San Marcos) na náměstí, kde dav žádal jejich smrt. Všech pět bratrů bylo na místě zastřeleno.

## Proces blahořečení
Proces jeho blahořečení byl zahájen roku 1954 v arcidiecézi Madrid spolu s dalšími jedenatřiceti spolubratry kapucíny.
Dne 27. března 2013 uznal papež František jejich mučednictví. Blahořečeni byli 13. října 2013 ve skupině 522 španělských mučedníků.